# Encarsia longicornis
Encarsia longicornis är en stekelart som beskrevs av Mercet 1928. Encarsia longicornis ingår i släktet Encarsia och familjen växtlussteklar. Inga underarter finns listade i Catalogue of Life.